# 梅伦杜尼奥
梅伦杜尼奥（義大利語：Melendugno），是意大利莱切省的一个市镇。总面积91平方公里，人口9894人，人口密度108.7人/平方公里（2009年）。ISTAT代码为075043。